# Qarabulaq (Eskeldi)
Qarabulaq (kasachisch Қарабулақ, russisch Карабулак Karabulak) ist ein Ort im Gebiet Schetissu in Kasachstan, unweit der Grenze zur Volksrepublik China.

## Bedeutung des Ortsnamens
Der Name ist kasachischen Ursprungs und besteht aus zwei Worten: qara bedeutet „schwarz“ und bulaq „Quelle“. Der Ursprung des Namens mag darin liegen, dass die Stadt am Bergfluss Qaratal liegt, der zu den Zeiten der Schneeschmelze sehr dunkles Wasser befördert.
Die Siedlung Qarabulaq hatte im 19. und 20. Jahrhundert mehrere tiefe Süßwasserquellen. Der Grund dieser Wasserquellen bestand zu meist aus Treibsand und wenn ein Mensch oder Tier aus Versehen beim Überqueren oder Trinken aus der Quelle direkt in diese hinein trat, war er hoffnungslos zum Sterben verurteilt. Im Volk sagte man zu diesen Quellen „Bodenlose Quelle“ oder „Schwarze Quelle“ in kasachischer Sprache Karabulak (weil darin besonders viel Vieh ertrunken war).
Die letzten zwei „Bodenlosen Wasserquellen“ wurden durch die Bewohner der Stadt in den 1960er Jahren zugeschüttet.

## Geschichte
Qarabulaq wurde 1855 als Wachposten der Kosaken im Qarataltal gegründet. Er war ein Außenposten des Ortes Kopal. 1880 wurde der militärische Posten zu einem Dorf.

## Bevölkerung
Bei der Volkszählung 1999 hatte Qarabulaq 14.873 Einwohner. Die Volkszählung 2009 ergab für den Ort eine Einwohnerzahl von 16.037. Bei der letzten Volkszählung 2021 lebten 19.561 Menschen in Qarabulaq. Die Fortschreibung der Bevölkerungszahl ergab zum 1. Januar 2025 eine Einwohnerzahl von 19.455.
| Einwohnerentwicklung               | Einwohnerentwicklung | Einwohnerentwicklung | Einwohnerentwicklung | Einwohnerentwicklung | Einwohnerentwicklung | Einwohnerentwicklung |
| 1959                               | 1970                 | 1979                 | 1989                 | 1999                 | 2009                 | 2021                 |
| ---------------------------------- | -------------------- | -------------------- | -------------------- | -------------------- | -------------------- | -------------------- |
| 6.686                              | 21.021               | 20.448               | 19.088               | 14.873               | 16.037               | 19.561               |
| Anmerkung: Volkszählungsergebnisse |                      |                      |                      |                      |                      |                      |

## Söhne und Töchter des Ortes
- Stanislav Herzel (* 1990), deutscher Fußballspieler